# إيلاريكا جلاشير
إيلاريكا جلاشير (بالإنجليزية: Elarica Gallacher)‏ هي عارضة وممثلة بريطانية، ولدت في 21 أغسطس 1989 بلندن في المملكة المتحدة.

## أعمال

### أفلام
- (2009) هاري بوتر والأمير الهجين
- (2017) بليد رانر 2049[2][3]

## وصلات خارجية
- إيلاريكا جلاشير على موقع IMDb (الإنجليزية)
- إيلاريكا جلاشير على موقع ألو سيني (الفرنسية)
- إيلاريكا جلاشير على موقع أول موفي (الإنجليزية)
- إيلاريكا جلاشير على موقع قاعدة بيانات الفيلم (الإنجليزية)
- إيلاريكا جلاشير على موقع كينوبويسك (الروسية)